# Giuliana De Sio
Giuliana De Sio (n. 2 aprilie 1957, Salerno, Italia) este o actriță italiană și sora cântăreței de muzică folk Teresa De Sio.

## Biografie
S-a născut în Salerno și a trăit în Cava de' Tirreni, orașul de origine al familiei ei. Și-a făcut prima apariție publică, atunci când avea vârsta de cinci ani, într-un spectacol la Teatrul Verdi din Salerno. A început o carieră profesională de actriță în anul 1976, când Gianni Bongiovanni a distribuit-o în filmul de televiziune Una donna, difuzat de RAI. Elio Petri i-a oferit apoi un rol în Mani sporche, iar Mario Monicelli a ales-o să joace un rol principal în filmul Il malato immaginario, alături de celebrul actor italian Alberto Sordi.
Întâlnirea cu regizorul Massimo Troisi, care a distribuit-o în filmul Scusate il ritardo în 1982, a adus-o în atenția noii generații de regizorii italieni. A jucat apoi în filmele Io, Chiara e lo Scuro și Casablanca Casablanca ale regizorului Francesco Nuti.
Ea este atee.

## Filmografie

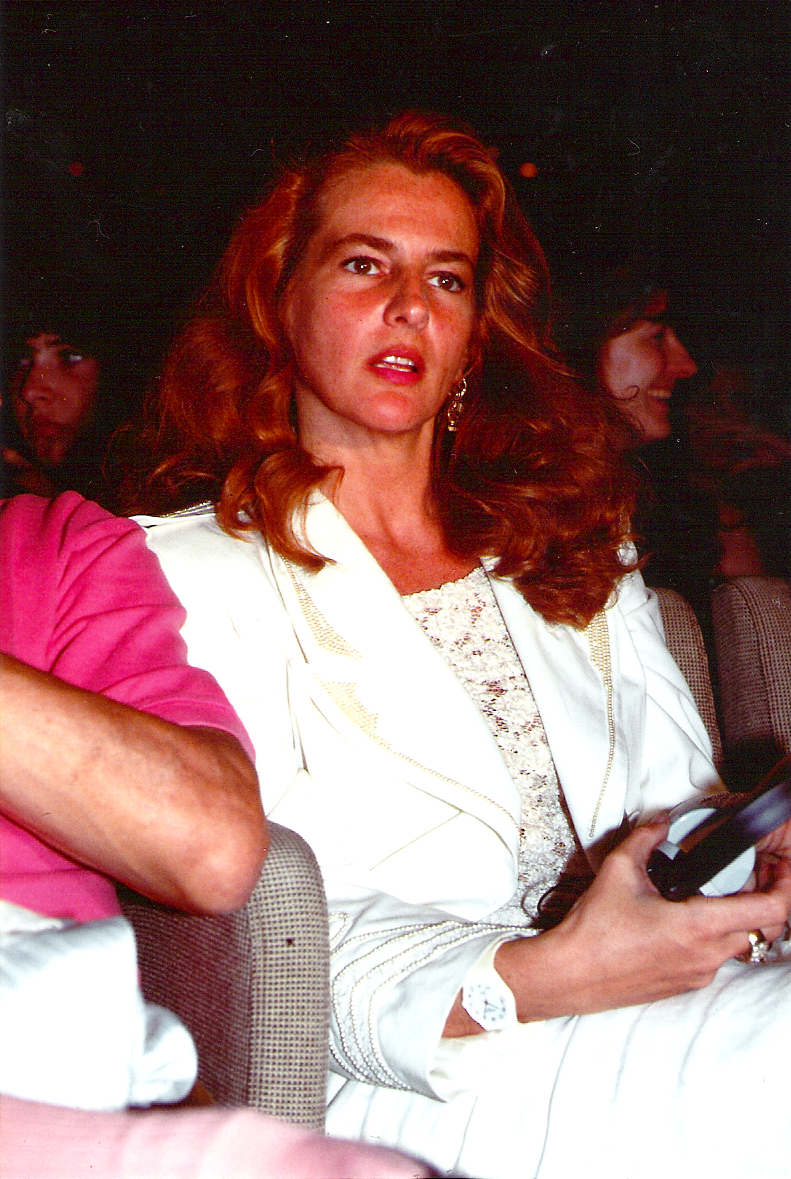
Giuliana De Sio

### Filme de cinema
- San Pasquale Baylonne protettore delle donne, regie: Luigi Filippo D'Amico (1976)
- Rue du Pied de Gruepp, regie: Jean-Jacques Grand-Jouan (1979)
- Il malato immaginario, regie: Tonino Cervi (1979)
- Io, Chiara e lo Scuro, regie: Maurizio Ponzi (1982)
- Sciopèn, regie: Luciano Odorisio (1982)
- Scusate il ritardo, regie: Massimo Troisi (1983)
- Uno scandalo perbene, regie: Pasquale Festa Campanile (1984)
- Cento giorni a Palermo, regie: Giuseppe Ferrara (1984)
- Casablanca, Casablanca, regie: Francesco Nuti (1985)
- Speriamo che sia femmina, regie: Mario Monicelli (1986)
- Ti presento un'amica, regie: Francesco Massaro (1987)
- Se lo scopre Gargiulo, regie: Elvio Porta (1988)
- I picari, regie: Mario Monicelli (1988)
- Feu sur le candidat, regie: Agnès Delarive (1990)
- Cattiva, regie: Carlo Lizzani (1991)
- Per non dimenticare, regie: Massimo Martelli (1992)
- Donne sottotetto, regie: Roberto Giannarelli (1992)
- La vera vita di Antonio H., regie: Enzo Monteleone (1994)
- Italiani, regie: Maurizio Ponzi (1996)
- Con rabbia e con amore, regie: Alfredo Angeli (1997)
- Alexandria Hotel, regie: Andrea Barzini și James Merendino (1998)
- Besame mucho, regie: Maurizio Ponzi (1999)
- Viva la scimmia, regie: Marco Colli (2002)
- Ti voglio bene Eugenio, regie: Francisco Josè Fernandez (2002)
- A luci spente, regie: Maurizio Ponzi (2004)
- Vorrei vederti ballare, regie: Nicola Deorsola (2010)
- Il console italiano, regie: Antonio Falduto (2012)
- Ci vediamo a casa, regie: Maurizio Ponzi (2012)
- La verità, vi spiego, sull'amore, regie: Max Croci (2017)

### Filme de televiziune
- Una donna, regie: Gianni Bongioanni (1977)
- Le mani sporche, regie: Elio Petri (1978)
- Hedda Gabler, regie: Maurizio Ponzi (1979)
- Ritratto di donna distesa, regie: Fiorella Infascelli (1980)
- La Medea di Porta Medina, regie: Piero Schivazappa (1981)
- Dramma d'amore, regie: Luigi Perelli (1983)
- Cuore, regie: Luigi Comencini (1984)
- Caracatița 3, regie: Luigi Perelli (1987)
- Wolff - Un poliziotto a Berlino - episodul 02x01, regie: Michael Lähn (1993)
- Angelo nero, regie: Roberto Rocco - miniserial TV (1998)
- Der Kapitän - episodul Kein Hafen für die Anastasia, regie: Sabine Landgraeber (2000)
- Maria Maddalena, regie: Raffaele Mertes (2000)
- Il bello delle donne, regie: Maurizio Ponzi (2000)
- Il bello delle donne 2, regie: Maurizio Ponzi (2001)
- Il bello delle donne 3, regie: Maurizio Ponzi (2003)
- La notte breve, regie: Camilla Costanzo și Alessio Cremonini (2006)
- Caterina e le sue figlie 2, regie: Luigi Parisi (2007)
- Crimini - episodul Il bambino e la befana, regie: Manetti Bros. (2007)
- Mogli a pezzi, regie: Alessandro Benvenuti și Vincenzo Terracciano (2008)
- Caterina e le sue figlie 3, regie: Luigi Parisi (2010)
- Non si arriva a fine mese, regie: Maurizio Ponzi (2010)
- Il peccato e la vergogna, regie: Alessio Inturri și Luigi Parisi (2010)
- Non smettere di sognare, regie: Roberto Burchielli (2011)
- L'onore e il rispetto - Parte terza, regie: Luigi Parisi și Alessio Inturri (2012)
- Rodolfo Valentino - La leggenda, regie: Alessio Inturri (2014)
- Furore - Il vento della speranza, regie: Alessio Inturri (2014)
- Buon Lavoro, regie: Marco Demurtas (2015)
- Ballando con le stelle (2017) - Rai1
- Il bello delle donne... alcuni anni dopo, regie: Eros Puglielli (2017)
- Amore pensaci tu, regie: Francesco Pavolini și Vincenzo Terracciano (2017)

## Activitatea teatrală
- Scene di caccia in bassa baviera, regie: Walter Pagliaro
- Un sorso di terra de Heinrich Böll
- La doppia incostanza de Marivaux, regie: Andreè Ruth Shammah, Teatro Pierlombardo Milano
- Crimini del cuore, regie: Nanny Loy
- Libero de Renato Sarti. Pusă în scenă la Teatrul Piccolo din Milano sub regia lui Giorgio Strehler (stagiunea 1988/89)
- Storia d'amore e d'anarchia, regie: Lina Wertmüller (2002)
- Il laureato, regie: Teodoro Cassano (2007/2009)
- Notturno di donna con ospiti, regie: Enrico Maria Lamanna (1996-2003)
- La Lampadina galleggiante, regie: Armando Pugliese (2011)
- ' 'Notturno di donna con ospiti, regie: Enrico Maria Lamanna (2014)

## Premii
- David di Donatello 1983 - cea mai bună actriță în rol principal pentru filmul Io, Chiara e lo Scuro
- Nastro d'argento 1983 - cea mai bună actriță în rol principal pentru filmul Io, Chiara e lo Scuro
- Globo d'oro 1983 - cea mai bună actriță pentru filmul Io, Chiara e lo Scuro, Sciopèn și Scusate il ritardo
- Grolla d'oro 1983 - cea mai bună actriță pentru filmul Io, Chiara e lo Scuro
- Grolla d'oro 1992 - cea mai bună actriță pentru filmul Cattiva
- Ciak d'oro 1986 - cea mai bună actriță în rol principal pentru filmul Speriamo che sia femmina
- Premiul Roma Fiction Fest 2013 pentru cea mai bună actriță pentru filmul L'onore e il rispetto[4]

## Legături externe
- Giuliana de Sio la Internet Movie Database